# Robert de Wit
Robert Hubert Maria (Rob) de Wit (Eindhoven, 7 augustus 1962) is een voormalige Nederlandse meerkamper. Hij is meervoudig Nederlands kampioen op de tienkamp, zevenkamp, hordeloop en polsstokhoogspringen. Tevens was hij vanaf 1981 nationaal recordhouder op de tienkamp, welk record hij sindsdien zelf zesmaal verbeterde en dat hij pas in 2012 aan Eelco Sintnicolaas kwijtraakte. Hij is ook de eerste Nederlander die de barrière van 8000 punten overschreed. De Wit vertegenwoordigde Nederland tweemaal op de Olympische Zomerspelen, waarbij de eerste keer in 1988.

## Loopbaan
Op de Olympische Spelen van Seoel in 1988 werd De Wit in de finale achtste met 8189 punten. Vier jaar later werd hij in Barcelona tiende met 8109 p.
Ook nam De Wit deel aan de Olympische Winterspelen 1994 in het Noorse Lillehammer als lid van het bobsleeteam en behaalde met Rob Geurts een 24e plaats met de tweemansbob in een tijd van 3.35,07.

## Nederlandse kampioenschappen
Outdoor
| Onderdeel            | Jaar                   |
| -------------------- | ---------------------- |
| 110 m horden         | 1982, 1983, 1986, 1989 |
| polsstokhoogspringen | 1987                   |
| tienkamp             | 1981, 1982, 1984, 1988 |

Indoor
| Onderdeel            | Jaar                         |
| -------------------- | ---------------------------- |
| 60 m horden          | 1986, 1988, 1989, 1990, 1992 |
| polsstokhoogspringen | 1987                         |
| zevenkamp            | 1982, 1983, 1984, 1988       |

## Statistieken

### Persoonlijke records
Outdoor
| Onderdeel            | Prestatie      | Datum             | Plaats    |
| -------------------- | -------------- | ----------------- | --------- |
| 100 m                | 10,91 s        |                   |           |
| 400 m                | 48,21 s        | 29 september 1988 | Seoel     |
| 110 m horden         | 14,05 s        | 12 juni 1988      | Breda     |
| 1500 m               | 4.16,45        |                   |           |
| verspringen          | 7,17 m         |                   |           |
| hoogspringen         | 2,05 m         |                   |           |
| polsstokhoogspringen | 5,10 m         | 5 juli 1987       | Arles     |
| speerwerpen          | 63,94 m        | 22 mei 1988       | Eindhoven |
| discuswerpen         | 51,48 m        |                   |           |
| kogelstoten          | 17,27 m        | 17 juli 1993      | Alken     |
| tienkamp             | 8447 p (ex-NR) | 22 mei 1988       | Eindhoven |

Indoor
| Onderdeel            | Prestatie      | Datum            | Plaats   |
| -------------------- | -------------- | ---------------- | -------- |
| 50 m horden          | 6,84 s         | 19 januari 1991  | Zwolle   |
| 60 m horden          | 7,96 s         | 9 februari 1992  | Dortmund |
| polsstokhoogspringen | 5,00 m         | 8 februari 1987  | Den Haag |
| zevenkamp            | 6023 p (ex-NR) | 29 februari 1992 | Genua    |

### Opbouw PR meerkamp en potentie op basis van PR's
In de tabel staat de uitsplitsing van het persoonlijk record op de tienkamp. In de kolommen ernaast staat ook het potentieel record, met alle persoonlijke records op de losse onderdelen en de bijbehorende punten.
|              | Uitsplitsing PR | Uitsplitsing PR | Uitsplitsing PR |              | Potentieel record | Potentieel record |
| Onderdeel    | Prestatie       | Wind (m/s)      | Punten          | Pers. record | Punten            |                   |
| ------------ | --------------- | --------------- | --------------- | ------------ | ----------------- | ----------------- |
| 100 m        | 11,07           | +0,5            | 845             | 10,91        | 881               |                   |
| verspringen  | 6,98            | +0,2            | 809             | 7,17         | 854               |                   |
| kogelstoten  | 15,88           |                 | 844             | 17,27        | 930               |                   |
| hoogspringen | 2,04            |                 | 840             | 2,05         | 850               |                   |
| 400 m        | 48,80           |                 | 871             | 48,21        | 899               |                   |
| 110m horden  | 14,32           | +0,7            | 934             | 14,05        | 968               |                   |
| discuswerpen | 46,20           |                 | 792             | 51,48        | 901               |                   |
| polshoog     | 5,00            |                 | 910             | 5,10         | 941               |                   |
| speerwerpen  | 63,94           |                 | 797             | 63,94        | 797               |                   |
| 1500 m       | 4.20,98         |                 | 805             | 4.16,45      | 836               |                   |
| Puntentotaal |                 |                 | 8447            |              | 8857              |                   |

## Palmares

### 60 m horden
- 1982:  NK indoor - 8,16 s
- 1984:  NK indoor - 8,22 s
- 1986:  NK indoor - 8,13 s
- 1987:  NK indoor - 8,22 s
- 1988:  NK indoor - 8,05 s
- 1989:  NK indoor - 8,06 s
- 1990:  NK indoor - 8,11 s
- 1992:  NK indoor - 8,02 s

### 110 m horden
- 1982:  NK - 14,60 s
- 1983:  NK - 14,47 s
- 1985:  NK - 14,37 s (+3,19 m/s)
- 1986:  NK - 14,46 s
- 1987:  NK - 14,07 s (+2,44 m/s)
- 1989:  NK - 14,16 s

### polsstokhoogspringen
- 1987:  NK indoor - 5,00 m
- 1987:  NK - 5,00 m
- 1988:  NK indoor - 4,80 m
- 1990:  NK indoor - 5,00 m
- 1991:  NK indoor - 4,80 m

### tienkamp
- 1983: 12e WK - 7769 p
- 1986: 9e EK - 7962 p
- 1987: DNF WK
- 1988: 8e OS - 8189 p
- 1992: 10e OS - 8109 p

### bobsleeën
- 1994: 24e OS - 3.35,07

## Onderscheidingen
- KNAU-jeugdatleet van het jaar (Albert Spree-Beker) - 1981
- KNAU-atleet van het jaar - 1988, 1992
- Unie-erekruis in goud van de KNAU - 1992